# Onthophagus viriditinctus
Onthophagus viriditinctus är en skalbaggsart som beskrevs av Edmund Reitter 1893. Onthophagus viriditinctus ingår i släktet Onthophagus och familjen bladhorningar. Inga underarter finns listade i Catalogue of Life.